# Carex minutiscabra
Espèce
Classification phylogénétique
Carex minutiscabra est une espèce de plantes du genre Carex et de la famille des Cyperaceae.